# Романтическое преступление (фильм)
«Романтическое преступление» (англ. Life Without Dick) — американская романтическая комедия 2002 года о необычном на первый взгляд любовном треугольнике с Сарой Джессикой Паркер в главной роли.

## Сюжет
Главная героиня Коллин оказывается участницей более чем странного любовного треугольника. С одной стороны — её друг Дик, с другой — киллер, нанятый его убить. Вопреки всякой логике девушка начинает проявлять повышенный интерес к неотразимому убийце.
Единственный недостаток её нового избранника — в том, что, будучи, киллером, он не хочет лишать жизни. Но заказ должен быть выполнен, и тогда Коллин решает сделать своему новому другу неожиданный свадебный подарок.

## В ролях
| Актёр                | Роль                   |
| -------------------- | ---------------------- |
| Сара Джессика Паркер | Коллин Гибсон          |
| Гарри Конник-мл.     | Дэниель Галлахер       |
| Джонни Ноксвилл      | Дик Расмуссон          |
| Крэйг Фергюсон       | Джаред О'Рейли         |
| Тери Гарр            | мадам Хюжоно           |
| Джеффри Блейк        | детектив Мерфи         |
| Бриджид Брэнно       | Айви Галлахер О'Рейли  |
| Дэвид Кросс          | Рекс                   |
| Эрик Палладино       | Tony the Tuner Moretti |
| Клаудия Шиффер       | Мэри                   |

## Интересные факты
- Оригинальное название фильма «Life Without Dick» связано с именем одного из главных героев и переводится как «Жизнь без Дика»
- Слоган фильма — «True love can be a very dangerous thing»